# Apstar 9
O Apstar 9, também conhecido por MySat 1, é um satélite de comunicação geoestacionário chinês que foi construído pela China Academy of Space Technology. Ele está localizado na posição orbital de 142 graus de longitude leste e é operado pela APT Satellite Holdings Limited. O satélite foi baseado na plataforma DFH-4 Bus e sua expectativa de vida útil é de 15 anos.

## Lançamento
O satélite foi lançado com sucesso ao espaço no dia 16 de outubro de 2015, às 16:16 UTC, por meio de um veículo Longa Marcha 3B/G2 a partir do Centro Espacial de Xichang, na China.

## Capacidade
O Apstar 9 é equipado com 32 transponders em banda C e 14 em banda Ku.